# 大日本青年党

大日本青年党党旗

大日本青年党 (だいにほんせいねんとう、だいにっぽんせいねんとう)とは、1936年（昭和11年）10月17日、橋本欣五郎を統領として結成された政治団体。機関紙は『太陽大日本』。大日本産業労働団、赤誠会、大日本学生団を組織し、上海に支部を置いた。1940年（昭和15年）11月3日、思想団体大日本赤誠会 (だいにほんせきせいかい) に改組された。国家社会主義系、「革新右翼の国家主義団体」、「ナチ路線の組織」などとされる。ハレット・アーベントは「ドイツのヒトラーユーゲントに似た組織」と記した。田々宮英太郎は「青年トルコ党と大日本青年党の名称には因縁を感じさせる。」という。山内昌之によれば「橋本が初代大統領ケマル・アタチュルクに心酔したことはよく知られているが、政治と軍事を結合した政権掌握に才を発揮した統一進歩団やその首領たちの足跡に無関心だったとは考えられない。」という。

## 歴史
陸軍では、二・二六事件の善後措置として、皇道派放逐のために、 寺内寿一陸軍大臣により一連の「粛軍」人事異動が行われた。1936年（昭和11年）8月1日付で 「粛軍」人事の最後のものとして三千人に及ぶ大異動があり、建川美次、小畑敏四郎が予備役へ編入され、平野助九郎が待命となり、柳川平助が参謀本部付にされ、橋本欣五郎も待命となった。
1936年（昭和11年）9月1日、橋本は、3000枚にのぼる「挨拶状」に「飛躍的大日本国家体制」という一文を添えて各方面に配った。その後、宣言をまとめ、十月に「橋本欣五郎宣言」－「飛躍的大日本国家体制大綱」として出版した。宣言は「総論 一、精神的飛躍 二、経済的飛躍 三、外政的飛躍 四、軍備的飛躍 ( (1)広義国防の見地 (2)緒戦戦勝の見地 (3)戦争形式変化の歴史的見地 (4)飛行機発達の見地)　五、政治的飛躍」という構成であった。田々宮は、新党の使命として「国民総動員を目標とする一国一党の実現にある」と述べられていることから、「従来の議会政党とは一線を画そうとしている」と評した。新党の「一国一党」論にはナチスの影響が伺われるが、「わが大日本天皇に対し忠誠をもって責任を受ける」と述べられていることから、「ヒトラーは名実ともに独裁者たり得たが、日本では天皇の存在を認めるかぎり独裁者となる可能性はない」と評した。
最初、ステーション・ホテルの二一五號室に事務所を置き、渋谷区穏田の故横田千之助邸を買収して本部とし、赤地に白の日の丸の党旗 (「白日赤誠旗」) を定めた。「錦の御旗」は白丸ではなく金色の刺繍をほどこしてあり、明治維新では官軍の標章となったが、これにちなんだのが「白日赤誠旗」で、天皇帰一をシンボライズしたものである。
1936年（昭和11年）10月17日の神嘗祭の早朝に明治神宮で結党式が行われた。紺サージの制服に身をつつんだ七人連れ、橋本の他今牧嘉雄(医博、国家社会主義者)、陶山篤太郎 (元国家社会主義青年同盟委員長)、黒沼利治 (日ソ通信社)、松延繁次 (旧大川周明門下)、藪本正義 (元日本国家社会党)、大川兼一 (同上)ら社会運動のキャリアをもつ同志が明治神宮の表参道を、大川が党旗である赤地に白丸の旗を立てて進み、明治神宮社前に整列し、一歩前に出た橋本は「臣欣五郎、皇国の現状黙視するに忍びず、ここに大日本青年党を創立し、昭和維新の大業翼賛に挺身奉公を誓う。ねがわくば明神加護を垂れ給へ」と宣誓した。
10月18日正午頃、二・二六事件に関連し起訴中の参謀本部附陸軍歩兵大尉田中弥が自宅で自決した。長勇と並ぶ橋本の腹心だった。歯科医冨米野キヌの証言によると、田中は橋本から渡された相当の金額を決起部隊の青年将校に渡してしまい、取り調べでその金が問題とされたため、橋本を庇うために自決した、という。間もなく、木柱で作った「田中弥の碑」が党本部の庭の築山にたてられた。
第一回党大会は東京の明治神宮で行われ、党員約600名が参加した。
1939年11月に東京の日比谷公園で行われ、党員約2,000名が参加した第三回党大会では橋本が日独伊三国同盟を支持、日本における一党制施行も支持した。また、1940年末までに党員数を10万人まで増やす野心的な目標を打ち出した。1940年に大日本赤誠会を結成したときは橋本が会長として続投した。
しかし、日中戦争と後の太平洋戦争により徴兵が増え、青年党が取り込みを目指した階層のほとんどが日本軍に徴兵されたため、この目標は達成されなかった。。
1940年10月20日、第四回全国大会が日比谷公会堂にて行われ、橋本は「わが党は大政翼賛会の充実、強化に即応し、近き将来において進んで政治団体より思想的団体へ改編し、陣容を整備し君国のため活動せんとする企画を有す」と言及した。
目標を達成できなかった橋本は1940年末に満洲国に戻り、同地で日本人住民をターゲットとした、大日本青年党と同様の組織を設立しようとしたが、これも失敗に終わった。
第二次世界大戦の終戦までに、大日本青年党はほぼ消滅しており、大政翼賛会とともに連合国軍最高司令官総司令部によって解散を命じられた。

## 東京裁判と大日本青年党
橋本は口述書にて「私は現役軍人を去つた後一九三六年十月国内改造の目的を以て大日本青年党を樹てました。此の団体には現役軍人又は知名の士は一人も加つて居りませぬ。此の団体の経費は二万名弱の会員から徴収する毎年一円宛の会費と入会金二円とで支弁して居りました。軍部其の他如何なる方面からも財政上の援助を受けた事はありませぬ此の団体は侵略戦争を目的としたものではありませぬ」と証言した。